# David Coombs (advogado)
David Edward Coombs (nascido em 6 de julho de 1969) é um advogado de defesa militar dos Estados Unidos, conhecido por seu papel em vários casos importantes.

## Vida e carreira
Coombs passou 12 anos ao serviço na organização judicial do Exército dos Estados Unidos, o Judge Advocate General's Corps. Durante esse período, foi chefe interino da justiça militar, advogado sénior de defesa capital e conselheiro judicial do Tribunal Criminal Central do Iraque.
Coombs foi professor de direito no The Judge Advocate General's Legal Center and School (TJAGLCS) em Charlottesville, Virgínia, durante o período de 2006 a 2009 e, em 2007, foi co-supervisor da equipa de advocacia Moot Court da Universidade da Virgínia. Desde sua promoção a tenente-coronel, David Coombs continua a lecionar direito processual e penal na TJAGLCS como oficial na reserva, e também é professor adjunto de direito de processo criminal na Faculdade de Direito da Universidade Roger Williams em Bristol, Rhode Island.
De 2003 a 2005, foi um dos quatro advogados de defesa no caso Estados Unidos v. sargento Hasan Akbar, um julgamento que recebeu ampla cobertura mediática.
Em 2009, Coombs deixou o serviço militar ativo e fundou um escritório de advocacia particular especializado na defesa de membros do Exército dos Estados Unidos. De 2010 a 2013, representou o soldado de primeira classe do Exército dos EUA, Chelsea Manning, que foi condenada por divulgação indevida de informações confidenciais através do WikiLeaks.

## Publicações
- "Uncharged Misconduct – The Edge is Never Dull", The Army Lawyer, maio de 2007
- Dictionary of Common Evidentiary Issues, The Judge Advocate General's Legal Center and School (TJAGLCS), 2007, 2008
- Advanced Evidence Deskbook, The Judge Advocate General's Legal Center and School (TJAGLCS) 2006–2008.
- "Pass Go, Collect $200.00, and Hire Yourself an Expert – Article 46 and the Right to Expert Assistance", The Army Lawyer, junho de 2008
- "United States v. Blazier: So Exactly Who Needs an Invitation to the Dance?", The Army Lawyer, julho de 2010